# هانز ليبشيس
هانز ليبشيس (بالألمانية: Hans Lipschis)‏ (7 نوفمبر 1919 – 16 يونيو 2016) كان عضوًا في فافن إس إس وقد عمل في معسكر اعتقال أوشفيتز خلال الحرب العالمية الثانية.

## السيرة الشخصية
يزعم مركز سيمون فيزنتال أنه كان حارسًا وأدرجه في المركز الرابع في قائمة المطلوبين. لقد قُبض عليه في عمر يناهز 93 عامًا، في 6 مايو 2013 لتورطه في القتل. لقد أدعى أنه ومع عمله في أوشفيتز، إلا أنه كان طباخًا. وقد وُجد أنه غير لائق للمحاكمة في ديسمبر 2013 ومارس 2014. أنشأ الادعاء من شتوتغارت في ألمانيا، معسكر أوشفيتز افتراضيًا للكشف عن ما كان مرئيًا من أبراج المراقبة. ولتأمين الإدانات، يستخدم المدعون مزيجًا من الشهادات والأوراق المؤرشفة إلى جانب مع التقنيات الحديثة، بما في ذلك النمذجة ثلاثية الأبعاد.
ولد Lipschis Antanas Lipšys في ليتوانيا عام 1919 لعائلة بروتستانتية. وفي الخمسينات، هاجر إلى شيكاغو في الولايات المتحدة، ولكن تم ترحيله في عام 1983 بتهمة «الكذب بشأن ماضيه النازي». وفي وقت اعتقاله، عاش Lipschis في شقة في مدينة ألمانية في جنوب غرب آلن.